# فوتشي أورتيغية
فوتشي أورتيغية (الاسم العلمي: Vochysia ortegae) هو نوع من النباتات يتبع جنس الفوتشي من الفصيلة الفوتشية.